# اسم إشارة
اسم الإشَارةِ : هو ما وضِع لمُعيَّن بالإِشارةِ إِليْهِ. وألفاظُ الإِشارةِ هي:
- هذا : للمُفْردِ المذكَّر، مثل : هذا شاعِرُ الْعُرُوبةِ. هذا أَبو الْهوْل.
- هذه : للمفردةِ المؤَنَّثةِ، مثل : هذه مُذِيعةُ برنامِج الأَطفال. هذِه دارُالإِذاعةِ.
- هذان : لِلُمثنَّى الْمُذكَّر، مثل : هَذان رائدا اَلْفَضاءِ. هذان قمران صِناعِيَّان.
- هَاتَان : لِلُمثنَّى الْمُؤَنَّثِ، مثل : هَاتَان مُحرِّرتا الْمجلَّةِ. هاتَان صحِيفَتانِ صباحِيَّتَان.
- هؤُلاءِ : للجمع[4] مُذَكَّراً أو مؤَنَّثاً، مثل : هؤُلاءِ أبطالُ الْمُقاومةِ الشَّعْبِيَّةِ. هَؤُلاءِ مُمثِّلاَتُ الْفِرقَةِ.
- هُنَا : لِلْمكَان القَرِيبِ، مثل : هُنَا مُلْتَقَى فرْعَىِ النِّيلِ.
- هناكَ أَو هُنالِكَ : لِلْمكَان الْبعِيدِ، مثل : هُنَا بيْت مُحمَّد. وهُناك مدْرستُه. ﴿هُنَالِك ابْتُلِىَ الْمُؤْمِنُونَ﴾.[5]

## أسماء الإشارة وأقسامها ومراتبها
تنقسم أسماء الإشارة من حيث الدلالة إلى المُشار إليه ثلاثة أقسام: المفرد والمثنى والجمع
| الـحالة                                                                                  | الـمفرد                                                                                  | الـمفرد | الـمثنى | الـمثنى | الـجمع | الـمكان                                                                                  |
| الـحالة                                                                                  | مذكر                                                                                     | مؤنث | مذكر | مؤنث | المذكر والمؤنث | الـمكان                                                                                  |
| المرتبة القريبة للمشار إليه - وفيها يشار بأسماء الإشارة المجردة من لام البعد وكاف الخطاب | المرتبة القريبة للمشار إليه - وفيها يشار بأسماء الإشارة المجردة من لام البعد وكاف الخطاب | المرتبة القريبة للمشار إليه - وفيها يشار بأسماء الإشارة المجردة من لام البعد وكاف الخطاب                       | المرتبة القريبة للمشار إليه - وفيها يشار بأسماء الإشارة المجردة من لام البعد وكاف الخطاب                                                                                            | المرتبة القريبة للمشار إليه - وفيها يشار بأسماء الإشارة المجردة من لام البعد وكاف الخطاب                                                                            | المرتبة القريبة للمشار إليه - وفيها يشار بأسماء الإشارة المجردة من لام البعد وكاف الخطاب                                                                | المرتبة القريبة للمشار إليه - وفيها يشار بأسماء الإشارة المجردة من لام البعد وكاف الخطاب |
| ---------------------------------------------------------------------------------------- | ---------------------------------------------------------------------------------------- | --- | --- | --- | --- | ---------------------------------------------------------------------------------------- |
| بدون هاء التنبيه                                                                         | ذَا مثل : ﴿مَّن ذَا الَّذِي يُقرِضُ اللهَ﴾                                                          | ذي، ذهْ، ذهِ، ذهي ، تا، تي، تهْ، تهِ، تهي، ذات. مثل : مررتُ بـــذي الطالبةِ. جاءت ذات أكرمتني.                       | ذَان (في حالة الرفع) ذَيْن (في حالتي النصب والجر) مثل : كان ذَان مَريضين. إنّ ذَيْن جَميلين.                                                                                                 | تان (في حالة الرفع) تَيْن (في حالتي النصب والجر) مثل : ذهبتْ تان الفتاتان. مررتُ بـــتَيْن الفتاتين.                                                                      | أولاءِ وأولى (بالقصر) مثل : مررتُ بــأولاء الفتيان. إنّ أولاءِ فتياتٌ جميلاتٌ. ﴿ها أنتم أولاءِ تحبونهم﴾ أولى طلابٌ مجتهدون.                                     | هُنا، هِنّا، هَنّا، هَنّت، ثّمَّ، ثَمَّة. مثل : هُنا الأردن ﴿فــثَمَّ وجه الله﴾                           |
| مع هاء التنبيه                                                                           | هــذَا مثل : ﴿لو أنزلنا هــذَا القرآن﴾ ﴿قالوا ما هــذَا إلا سحر﴾                            | هــذي، هــذهْ، هــذهِ، هــذهي، هاتي. مثل : ﴿إن هــذهِ أمتكم﴾                                                      | هــذَان (في حالة الرفع) هـــذَيْن (في حالتي النصب والجر) مثل : ﴿قالوا إن هــذَان لساحران﴾ أنظروا هـــذَيْن حتى يصطلحا.                                                                    | هاتان (في حالة الرفع) هاتَيْن (في حالتي النصب والجر) مثل : هاتان كفان يحبهما الله ورسوله. ﴿إني أريد أن أنكحك إحدى ابنتي هاتَيْن﴾                                        | هــؤلاء مثل : ﴿قالوا ربنا هــؤلاء شركاؤنا﴾ ﴿قال هــؤلاء بناتي﴾                                                                                          | هَاهُنا، هَــهُنا مثل : ﴿ما قتلنا هَــهُنا﴾ ﴿إنا هَــهُنا قاعدون﴾                                |
| المرتبة المتوسطة للمشار إليه - وفيها يشار بأسماء الإشارة الملحق بها كاف الخطاب           |                                                                                          | | | | |                                                                                          |
| مع كاف الخطاب                                                                            | ذَاكَ، ذَاكُما، ذَاكُم، ذَاكُن مثل : ذَاك أمٌر جَلَل. إني لست في ذَاكُم مثلكُم.                         | ذِيْــكَ، ذيــكما، ذِيْــكُم، ذِيْــكُن تِيــكَ، تِيــكُما، تِيــكُم، تِيــكُن مثل : تذكرتُ ذِيْــكَ الدار. قفا عند ذِيْــكُما الراية. | ذَانِــكَ، ذَانِــكُما، ذَانِــكُم، ذَانِــكُن (في حالة الرفع) ذَيْنـِـكَ، ذَيْنِــكُما، ذَيْنِــكُم، ذَيْنـِـكُن (في حالتي النصب والجر) مثل : ﴿فــذَانِــكَ برهانان من ربك﴾ (15) إنّ ذَيْنـِـكَ القرنين كانا عهد نضال. | تَانِــكَ، تَانِــكُما، تَانِــكُم، تَانِــكُن (في حالة الرفع) تَيْنـِـكَ، تَيْنِــكُما، تَيْنِــكُم، تَيْنـِـكُن (في حالتي النصب والجر) مثل : تَانِــكَ دولتان مشهورتان. مررت بــتَيْنـِـكَ الشجرتين. | أولئــكَ، أولئــكُما، أولئــكُم، أولئــكُن وأولاكَ، أولاكُما، أولاكُم، أولاكُن (بالقصر) مثل: ﴿وأولئــكَ هم الفائزون﴾(16) ﴿وأولئــكُم جعلنا لكم عليهم سلطانا (17)﴾ |                                                                                          |

## الملخص
- اسمُ الإشارةِ هو اسمٌ يُعَيَّنُ مَدلولُهُ تَعْيينًا مقرونًا بإشارةٍ حِسِّيَّةٍ إليه.
- يأتي اسمُ الإشارة مفردًا ومثنًّى وجمعًا، مذكرًا ومؤنثًا، عاقلاً وغير عاقل. فـ(ذَا) للمفردِ المذكرِ، و(ذهِ) و(تي) للمفردةِ المؤنثةِ، و(ذَان) للمثنى المذكر، و(تَان) للمثنى المؤنث، و(أُولاء) للجمع بنوعيه، ويقلُّ مجيئُه لغيرِ العاقلِ، و(هُنَا) للمكان.
- (ذا) و(ذاك) و(ذلك) يشار بها إلى كل مفرد مذكر عاقل أو غير عاقل. و(ذان) و(ذانك) يشار بهما إلى كل مثنى مذكر عاقل أو غير عاقل.
- (ذهِ) و(تي) و(تيك) و(تلك) يُشار بها إلى كل مفردة مؤنثة عاقلة أو غير عاقلة. و(تان) و(تانك) يشار بهما إلى كل مثنى مؤنث عاقل أو غير عاقل.
- كما يشار ب (ذه) إلى جمع غير العاقل.
- (أُولاء) و(أُولئك) فيُشار بهما إلى الجمع مطلقًا مذكرًا أو مؤنثًا، وقلَّ مجيئهما لغير العاقل.
- (هنا) و(هناك) و(هنالك) تُفيد الإشارة إلى المكان، وكلها تلزم الظرفية أو شبهها، وهو الجر بـ(من)( أو (إلى). نقول : نزلنا هنا، وارتحلنا من هناك إلى هنالك.
- قد يتصل بأسماء الإشارة هذه كاف الخطاب، وهي حرف يتغير بتغير المخاطب فيفرد ويثنى ويجمع ويذكر ويؤنث، نحو:
  - ﴿قَالَ كَذَٰلِكَ قَالَ رَبُّكَ هُوَ عَلَيَّ هَيِّنٌ﴾
  - ﴿ذَٰلِكُمَا مِمَّا عَلَّمَنِى رَبِّىٓ ۚ﴾
  - ﴿ذَٰلِكُمُ ٱللَّهُ رَبُّكُمْ ۖ﴾
  - ﴿قَالَتْ فَذَٰلِكُنَّ ٱلَّذِى لُمْتُنَّنِى فِيهِ﴾
- تُضاف هاء التنبيه، ولام البُعد لأسماء الإشارة، فتخدم سببها، ويُمكن التخلي عنها. وتتوسط لام البعد بين أسماء الإشارة وكاف الخطاب، وتفيد باقترانها مع الكاف مدى البعد. وتدخل هاء التنبيه على أسماء الإشارة جوازًا وهو الأكثر في استعمالها، ولاسيما في الإشارة إلى القريب فتقول هذا، وهذه، وهذان، وهاتان، وهؤلاء.
- أسماء الإشارة مبنية، ما عدا المثنى فإنه يعرب إعراب المثنى، فيرفع وعلامة رفعه الألف، وينصب ويجر وعلامة نصبه وجره الياء، فتقول: ذان وذانكَ وتان وتانكَ رفعً، وذين وذينكَ وتَ وتَيْنِكَ نصبًا وجرًّا. والاسم المحلى بـ(أل)، بعد اسم الإشارة يُعرب غالبًا بدلًا يتبع المبدل منه وهو اسم الإشارةَ بحسب موقعه، فكلمة (الكتاب) في ﴿ذلِكَ الْكِتابُ لَا رَيْبَ فِيهِ﴾ بدل مرفوع، لأن المبدل منه وهو اسم الإشارة في محل رفع مبتدأ.[18]

## هاء التنبيه ولام البُعد
المشارُ إليه لهُ رتبتان قريبٌ وبعيدٌ، فالقريبُ يُشار إليه مجردًا من لام البعد وكاف الخطاب، والبعيدُ يُشارُ إليه بهما معًا، أو بالكافِ فقط. ويكثرُ دخولُ هاءِ التنبيهِ على أسماءِ الإشارةِ، لكنها لا تَجْتَمِعُ مع اللام.

## الإعراب
جميعُ أسماءِ الإشارةِ مبنيةٌ؛ إلا لفظَيِ المثنى (ذان) و(تان)، فهما معربان إعرابَ المثنى رفعًا بالألفِ ونصبًا وجرًّا بالياء. أما اسمُ الإشارةِ للمكانِ (هنا) فمبنيٌّ على السكونِ في محل نصبٍ على الظرفية.

## حواشي
1. ↑  Hopkins، Edwin A.؛ Jones، Randall L. (Spring 1972). ""Jener" in Modern Standard German". Die Unterrichtspraxis / Teaching German. American Association of Teachers of German. ج. 5 ع. 1: 15–27. JSTOR:3529001.
2. ↑  US English website article on Demonstrative Pronouns. Accessed July 6, 2009. نسخة محفوظة 11 أكتوبر 2017 على موقع واي باك مشين.
3. ↑  Pulleyblank، Edwin G. (1995). Outline of Classical Chinese Grammar. Vancouver: UBC Press. ISBN:0-7748-0541-2.
4. ↑  جَمْعُ ما لا يعقِل يُشَارُ إليه باسم الإشارة للمفردةِ المؤنثةِ، مثل: 'هذه ميادين فسيحةٌ، وقَلْ أن يُشَارَ إليه بلفظةِ "هاتيك"
5. ↑  سورة الأحزاب. الآية (11)
6. ↑  سورة الحديد. الآية (11)
7. ↑  سورة آل عِمران. الآية (119)
8. ↑  سورة البقرة. الآية (116)
9. ↑  سورة الحشر. الآية (21)
10. ↑  سورة القصص. الآية (36)
11. ↑  سورة الأنبياء. الآية (92)
12. ↑  سورة طه. الآية (63)
13. ↑  سورة القصص. الآية (27)
14. ↑  سورة النحل. الآية (86)
15. ↑  سورة الحجر. الآية (71)
16. ↑  سورة آل عمران. الآية (154)
17. ↑  سورة المائدة. الآية (24)
18. 1 2 3  كتاب النحو والصرف، الصف الأول الثانوي، الفصل الدراسي الثاني، طبعة 1429 هـ، ص47-48